# Episinus cuzco
Episinus cuzco är en spindelart som beskrevs av Claude Lévi 1967. Episinus cuzco ingår i släktet Episinus och familjen klotspindlar.
Artens utbredningsområde är Peru. Inga underarter finns listade i Catalogue of Life.